# Isḥāq al-Mawṣilī
Isḥāq b. Ibrāhīm b. Māhan (o Maymūn) b. Bahman al-Mawṣilī al-Tamīmī (in arabo إسحاق الموصليبن إبراهيم بن ماهان (أو ميمون) بن بهمن الموصلي التّميمي‎?; Rey, 767 – Baghdad, 850) è stato un musicista persiano attivo nella corte dei califfi abbasidi Hārūn al-Rashīd, al-Maʾmūn, al-Muʿtaṣim, al-Wāthiq e al-Mutawakkil.
Nato da una rinomata famiglia di musicisti, Isḥāq al-Mawṣilī era figlio di Ibrāhīm al-Mawșilī - forse il più noto musicista espresso dalla cultura islamica araba e persiana -
seguì il padre a Baghdad, dove portò a compimento studi sul Corano e sui ʾaḥādīth ma anche di adab, seguendo l'insegnamento tra gli altri di Haytham b. Bashīr al-Kisāʾī, al-Aṣmāʿī (Abū Saʿīd ʿAbd al-Malik b. Qurayb) e Abū ʿUbayda Maʿmar b. al-Muthannā.
Studiò invece musica (che s'accompagnava a una compiuta conoscenza della poesia e che fino a quel momento era malvista dagli ambienti più conservatori della cultura islamica) sotto la guida del cognato Manṣūr Zalzal e ʿĀtika bint Shuʿba (o Shadhā).
Fu maestro di Ziryab, grandemente apprezzato nella società andalusa e nella corte dell'Emiro omayyade Abd al-Rahman II.